# Класс Чженя
Классы Чженя (или класс Черна) — это характеристические классы, ассоциированные с комплексными векторными расслоениями.
Классы Чженя ввёл Шиинг-Шен Чжень.

## Геометрический подход

### Базовая идея и предпосылки
Классы Чженя — это характеристические классы. Они являются топологическими инвариантами, ассоциированными с векторными расслоениями на гладких многообразиях. Вопрос, являются ли два внешне различные векторные расслоения одним и тем же расслоением может оказаться достаточно сложной задачей. Классы Чженя дают простой тест — если классы Чженя пары векторных расслоений не согласуются, векторные расслоения различны. Обратное, однако, не верно.
В топологии, дифференциальной геометрии и алгебраической геометрии часто важно подсчитать, как много линейно независимых сечений имеет векторное расслоение. Классы Чженя дают некоторую информацию об этом посредством, например, теоремы Римана — Роха и теоремы Атьи — Зингера об индексе.
Классы Чженя также удобны для практических вычислений. В дифференциальной геометрии (и некоторых типах алгебраической геометрии), классы Чженя можно выразить как многочлены от коэффициентов формы кривизны.

### Построение классов Чженя
Существуют различные подходы к классам, каждый из которых фокусируется на слегка различных свойствах классов Чженя.
Исходным подходом к классам Чженя был подход со стороны алгебраической топологии — классы Чженя возникают через теорию гомотопии, которая позволяет построить ассоциированное с расслоением V отображение многообразия в классифицирующее пространство (бесконечный грассманиан в этом случае). Для любого векторного расслоения V над многообразием M существует отображение f из M в классифицирующее пространство, такое что расслоение V равно прообразу (относительно f) универсального расслоения над классифицирующим пространством, а классы Чженя расслоения V можно поэтому определить как прообразы классов Чженя универсального расслоения. Эти универсальные классы Чженя, в свою очередь, можно выписать явно в терминах циклов Шуберта.
Можно показать, что два отображения f и g из M в классифицирующее пространство, прообразы относительно которых являются тем же самым расслоением V, должны быть гомотопными. Таким образом, прообразы относительно f и g любого универсального класса Чженя в классе когомологий многообразия M должны быть одним и тем же классом. Это показывает, что классы Чженя расслоения V корректно определены.
Подход Чженя опирается на дифференциальную геометрию через описанное в этой статье использование кривизны. Чжень показал, что более раннее определение было, фактически, эквивалентно его определению. Получившаяся теория известна как теория Чженя — Вейля.
Существует также подход Александра Гротендика, показавшего, что аксиоматически достаточно определить только классы линейных расслоений.
Классы Чженя возникают естественным образом в алгебраической геометрии. Обобщённые классы Чженя в алгебраической геометрии можно определить для векторных расслоений (или, более точно, локально свободных пучков) над любым неособым многообразием. Алгебро-геометрические классы Чженя не накладывают ограничений на основное поле. В частности, векторные расслоения не обязательно должны быть комплексными.
Независимо от исходной парадигмы интуитивное значение класса Чженя касается 'нулей' сечений векторного расслоения. Например, теорема, утверждающая, что нельзя причесать шар с волосами (теорема о причёсывании ежа). Хотя, строго говоря, вопрос относится к вещественному векторному расслоению («волосы» на шаре являются копиями вещественной прямой), существуют обобщения, в которых «волосы» комплексны (см. пример комплексной теоремы о причёсывании ежа ниже), или для одномерных проективных пространств над многими другими полями.

## Класс Чженя линейных расслоений
(Пусть X — топологическое пространство, имеющее гомотопический тип CW-комплекса.)
Важный частный случай возникает, когда V является линейным расслоением. Тогда единственный нетривиальный класс Чженя - это первый класс Чженя, который является элементом второй группы когомологий пространства X. Будучи старшим классом Чженя, он равен классу Эйлера расслоения.
Первый класс Чженя оказывается полным инвариантом, по которому классифицируются комплексные линейные расслоения в топологической категории. То есть, существует биекция между классами изоморфных линейных расслоений над X и элементами H2(X;Z), которое связывает с линейным расслоением его первый класс Чженя. Более того, эта биекция является гомоморфизмом групп (то есть изоморфизмом):
{\displaystyle c_{1}(L\otimes L')=c_{1}(L)+c_{1}(L')};
тензорное произведение комплексных линейных расслоений соответствует сложению во второй когомологической группе.
В алгебраической геометрии эта классификация (классов изоморфных) комплексных линейных расслоений по первому классу Чженя является грубой аппроксимацией классификации (классов изоморфных) голоморфных линейных расслоений по классам линейно эквивалентных дивизоров.
Для комплексных векторных расслоений с размерностью выше единицы классы Чженя не являются полными инвариантами.

## Построения

### С помощью теории Чженя — Вейля
Если задано комплексное эрмитово векторное расслоение V комплексного ранга n над дифференцируемым многообразием M, представитель каждого класса Чженя (который называется формой Чженя) ck(V) расслоения V задаётся при помощи коэффициентов характеристического многочлена формы кривизны {\displaystyle \Omega } расслоения V.
{\displaystyle \det \left({\frac {it\Omega }{2\pi }}+E\right)=\sum _{k}c_{k}(V)t^{k}}
Детерминант берётся над кольцом матриц n × n, элементы которых являются многочленами от t с коэффициентами из коммутативной алгебры чётных комплексных дифференциальных форм на M. Форма кривизны {\displaystyle \Omega } расслоения V определяется выражением
{\displaystyle \Omega =d\omega +{\tfrac {1}{2}}[\omega ,\omega ]}
где {\displaystyle \omega } — форма связности, а d — внешний дифференциал, или тем же выражением, в котором {\displaystyle \omega } является калибровочной формой для калибровочной группы для расслоения V. Скаляр t используется только как неизвестная переменная для генерации суммы из определителя, а E означает  единичную матрицу размера n × n.
Слова, что данное выражение даёт представителя класса Чженя означают, что 'класс' здесь определён с точностью до точной дифференциальной формы. То есть, классы Чженя являются классами когомологий в смысле когомологий де Рама. Можно показать, что класс когомологий форм Чженя не зависит от выбора связности в V.
Используя матричное тождество tr(ln(X))=ln(det(X)) и ряд Маклорена для ln(X+I), это выражение для формы Чженя разворачивается в
{\displaystyle \sum _{k}c_{k}(V)t^{k}=\left[I+i{\frac {\mathrm {tr} (\Omega )}{2\pi }}t+{\frac {\mathrm {tr} (\Omega ^{2})-\mathrm {tr} (\Omega )^{2}}{8\pi ^{2}}}t^{2}+i{\frac {-2\mathrm {tr} (\Omega ^{3})+3\mathrm {tr} (\Omega ^{2})\mathrm {tr} (\Omega )-\mathrm {tr} (\Omega )^{3}}{48\pi ^{3}}}t^{3}+\cdots \right].}

### С помощью класса Эйлера
Можно определить класс Чженя в терминах класса Эйлера. Этот подход используется в книге Милнора и Сташефа и подчёркивает роль ориентации векторного расслоения.
Основное наблюдение заключается в том, что комплексное векторное расслоение обладает канонической ориентацией из-за того, что {\displaystyle GL_{n}(\mathbb {C} )} связна. Следовательно, можно определить старший класс Чженя расслоения как его класс Эйлера и работать с остальными классами Чженя по индукции.
Точная конструкция следующая. Идея заключается в изменении базиса для получения расслоения на единицу меньшего ранга. Пусть {\displaystyle \pi :E\rightarrow B} является комплексным векторным расслоением над паракомпактным пространством B. Рассматриваем B как вложенное в E нулевое сечение, полагаем {\displaystyle B'=E-B} и определяем новое векторное расслоение:
{\displaystyle E'\to B',}
слой которого является фактором слоя F расслоения E по прямой, натянутой на вектор v в F (точка в B' определяется слоем F расслоения E и ненулевым вектором из F.). Тогда E' имеет ранг на единицу меньше, чем ранг E. Из последовательности Гизина для расслоения {\displaystyle \pi |_{B'}:B'\to B}:
{\displaystyle \cdots \to \operatorname {H} ^{k}(B;\mathbb {Z} ){\overset {\pi |_{B'}^{*}}{\to }}\operatorname {H} ^{k}(B';\mathbb {Z} )\to \cdots ,}
мы видим, что {\displaystyle \pi |_{B'}^{*}} является изоморфизмом для k < 2n − 1. Пусть
{\displaystyle c_{k}(E)={\begin{cases}{\pi |_{B'}^{*}}^{-1}c_{k}(E'),&k<n\\e(E_{\mathbb {R} }),&k=n\\0,&k>n.\\\end{cases}}}
Нужна ещё некоторая работа, чтобы проверить выполнение аксиом классов Чженя для такого определения.

## Примеры

### Комплексное касательное расслоение сферы Римана
Пусть {\displaystyle \mathbb {C} \mathrm {P} ^{1}} — сфера Римана, 1-мерное комплексное проективное пространство. Предположим, что z является голоморфной локальной координатой на сфере Римана. Пусть {\displaystyle V=T\mathbb {C} \mathrm {P} ^{1}} — пучок комплексных касательных векторов, имеющих вид a∂/∂z в каждой точке, где a является комплексным числом. Мы докажем комплексную версию теоремы о причёсывании ежа: V не имеет не обращающихся в ноль сечений.
Для этого нам нужен следующий факт: первый класс Чженя тривиального расслоения равен нулю, то есть,
{\displaystyle c_{1}({\mathbb {C} \mathrm {P} }^{1}\times {\mathbb {C} })=0.}
Это следует из того, что тривиальное расслоение всегда обладает плоской связностью.
Покажем, что
{\displaystyle c_{1}(V)\not =0.}
Рассмотрим кэлерову метрику
{\displaystyle h={\frac {dzd{\bar {z}}}{(1+|z|^{2})^{2}}}.}
Можно показать, что 2-форма кривизны задаётся выражением
{\displaystyle \Omega ={\frac {2dz\wedge d{\bar {z}}}{(1+|z|^{2})^{2}}}.}
Кроме того, по определению первого класса Чженя
{\displaystyle c_{1}=\left[{\frac {i}{2\pi }}\mathrm {tr} \ \Omega \right].}
Мы должны показать, что этот класс когомологий ненулевой. Для этого достаточно вычислить интеграл по сфере Римана:
{\displaystyle \int c_{1}={\frac {i}{\pi }}\int {\frac {dz\wedge d{\bar {z}}}{(1+|z|^{2})^{2}}}=2}
после перехода к полярной системе координат. По теореме Стокса интеграл от точной формы должен равняться 0, так что класс когомологий ненулевой.
Это доказывает, что {\displaystyle T\mathbb {C} \mathrm {P} ^{1}} не является тривиальным векторным расслоением.

### Комплексное проективное пространство
Существует точная последовательность расслоений:
{\displaystyle 0\to {\mathcal {O}}_{\mathbb {C} \mathbf {P} ^{n}}\to {\mathcal {O}}_{\mathbb {C} \mathbf {P} ^{n}}(1)^{\oplus (n+1)}\to T\mathbb {C} \mathbf {P} ^{n}\to 0,}
где {\displaystyle {\mathcal {O}}_{\mathbb {C} \mathbf {P} ^{n}}} является структурным пучком (то есть тривиальным линейным расслоением), {\displaystyle {\mathcal {O}}_{\mathbb {C} \mathbf {P} ^{n}}(1)} является скручивающим пучком Серра (то есть пучком гиперплоскостей), а последний ненулевой член является касательным пучком/расслоением.
Имеется два пути получения вышеупомянутой последовательности:
1. [7] Пусть z0, … zn — координаты в {\displaystyle \mathbb {C} ^{n+1}}, {\displaystyle \pi :\mathbb {C} ^{n+1}-0\to \mathbb {C} \mathbf {P} ^{n}} и {\displaystyle U=\mathbb {C} \mathbf {P} ^{n}-\{z_{0}=0\}}. Тогда мы имеем:
{\displaystyle \pi ^{*}d(z_{i}/z_{0})={z_{0}dz_{i}-z_{i}dz_{0} \over z_{0}^{2}},\,i\geq 1.}
Другими словами, кокасательный пучок {\displaystyle \Omega _{\mathbb {C} \mathbf {P} ^{n}}|_{U}}, который является свободным {\displaystyle {\mathcal {O}}_{U}}-модулем с базисом {\displaystyle d(z_{i}/z_{0})}, включается в точную последовательность
{\displaystyle \textstyle \quad 0\to \Omega _{\mathbb {C} \mathbf {P} ^{n}}|_{U}{\overset {dz_{i}\mapsto e_{i}}{\to }}\oplus _{1}^{n+1}{\mathcal {O}}(-1)|_{U}{\overset {e_{i}\mapsto z_{i}}{\to }}{\mathcal {O}}_{U}\to 0,\,i\geq 0,}
где {\displaystyle e_{i}} — базис среднего члена. Та же последовательность является тогда точной для всего проективного пространства и двойственной к ней является вышеприведённая последовательность.
2. Пусть L — прямая в {\displaystyle \mathbb {C} ^{n+1}}, проходящая через начало координат. Легко видеть, что комплексное касательное пространство к {\displaystyle \mathbb {C} \mathbf {P} ^{n}} в точке L естественно изоморфно множеству линейных отображений из L в его дополнение. 
[8]
Таким образом, касательное расслоение {\displaystyle T\mathbb {C} \mathbf {P} ^{n}} может быть отождествлено с расслоением гомоморфизмов
{\displaystyle \operatorname {Hom} ({\mathcal {O}}(-1),\eta )}
где {\displaystyle \eta } — векторное расслоение, такое что {\displaystyle {\mathcal {O}}(-1)\oplus \eta ={\mathcal {O}}^{\oplus (n+1)}}. Отсюда следует:
{\displaystyle T\mathbb {C} \mathbf {P} ^{n}\oplus {\mathcal {O}}=\operatorname {Hom} ({\mathcal {O}}(-1),\eta )\oplus \operatorname {Hom} ({\mathcal {O}}(-1),{\mathcal {O}}(-1))={\mathcal {O}}(1)^{\oplus (n+1)}}.

Ввиду аддитивности полного класса Чженя c = 1 + c1 + c2 + … (то есть формулы суммы Уитни),
{\displaystyle c(\mathbb {C} \mathbf {P} ^{n}){\overset {\mathrm {def} }{=}}c(T\mathbb {C} \mathbf {P} ^{n})=c({\mathcal {O}}_{\mathbb {C} \mathbf {P} ^{n}}(1))^{n+1}=(1+a)^{n+1}},
где a — канонический генератор группы когомологий {\displaystyle H^{2}(\mathbb {C} \mathbf {P} ^{n},\mathbb {Z} )}. То есть взятое со знаком минус значение первого класса Чженя тавтологического линейного расслоения {\displaystyle {\mathcal {O}}_{\mathbb {C} \mathbf {P} ^{n}}(-1)} (замечание: {\displaystyle c_{1}(E^{*})=-c_{1}(E)}, когда E* является двойственным для E.)
В частности, для любого {\displaystyle k\geqslant 0},
{\displaystyle c_{k}(\mathbb {C} \mathbf {P} ^{n})={\binom {n+1}{k}}a^{k}.}

## Многочлен Чженя
Многочлен Чженя является удобным способом работы с классами Чженя и связанными понятиями. По определению, для комплексного векторного расслоения E, многочлен Чженя ct расслоения E задаётся равенством:
{\displaystyle c_{t}(E)=1+c_{1}(E)t+\cdots +c_{n}(E)t^{n}.}
Это не новый инвариант — формальная неизвестная t просто отражает степень ck(E). В частности, {\displaystyle c_{t}(E)} полностью определён полным классом Чженя  расслоения E — {\displaystyle c(E)=1+c_{1}(E)+\cdots +c_{n}(E)}.
Формула суммы Уитни, одна из аксиом классов Чженя (см. ниже), утверждает, что ct аддитивно в смысле:
{\displaystyle c_{t}(E\oplus E')=c_{t}(E)c_{t}(E').}
Теперь, если {\displaystyle E=L_{1}\oplus \cdots \oplus L_{n}} является прямой суммой (комплексных) линейных расслоений, то из формулы суммы Уитни следует:
{\displaystyle c_{t}(E)=(1+a_{1}(E)t)\cdots (1+a_{n}(E)t)}
где {\displaystyle a_{i}(E)=c_{1}(L_{i})} — это первые классы Чженя. Корни {\displaystyle a_{i}(E)}, называются корнями Чженя расслоения E и они определяют коэффициенты многочлена. То есть,
{\displaystyle c_{k}(E)=\sigma _{k}(a_{1}(E),\ldots ,a_{n}(E))}
где {\displaystyle \sigma _{k}} — элементарные симметрические многочлены. Другими словами, если считать ai формальными переменными, ck «равны» {\displaystyle \sigma _{k}}. Основной факт о симметрических многочленах заключается в том, что любой симметрический многочлен от, скажем, ti является многочленом от элементарных симметричных многочленов от ti. Согласно принципу расщепления или из теории колец, любой многочлен Чженя {\displaystyle c_{t}(E)} разлагается на линейные множители после увеличения кольца когомологий. Поэтому E не обязательно должно быть прямой суммой линейных расслоений. Вывод
«Можно вычислить любой симметрический многочлен f от комплексного векторного расслоения E путём записи f в виде многочлена от {\displaystyle \sigma _{k}} с последующей заменой {\displaystyle \sigma _{k}} на {\displaystyle c_{k}(E)}.»
Пример: У нас есть многочлены sk
{\displaystyle t_{1}^{k}+\cdots +t_{n}^{k}=s_{k}(\sigma _{1}(t_{1},\ldots ,t_{n}),\ldots ,\sigma _{k}(t_{1},\ldots ,t_{n}))}
с {\displaystyle s_{1}=\sigma _{1},s_{2}=\sigma _{1}^{2}-2\sigma _{2}} и так далее (см. Тождества Ньютона). Сумма
{\displaystyle \operatorname {ch} (E)=e^{a_{1}(E)}+\cdots +e^{a_{n}(E)}=\sum s_{k}(c_{1}(E),\ldots ,c_{n}(E))/k!}
называется характером Чженя расслоения E, первыми несколькими членами которого являются: (мы опускаем в обозначениях E)
{\displaystyle \operatorname {ch} (E)=\operatorname {rk} +c_{1}+{\frac {1}{2}}(c_{1}^{2}-2c_{2})+{\frac {1}{6}}(c_{1}^{3}-3c_{1}c_{2}+3c_{3})+\cdots .}
Пример: Класс Тодда расслоения E задаётся выражением:
{\displaystyle {\begin{aligned}\operatorname {td} (E)&=\prod _{1}^{n}{a_{i} \over 1-e^{-a_{i}}}=1+{1 \over 2}c_{1}+{1 \over 12}(c_{1}^{2}+c_{2})+\cdots .\end{aligned}}}
Замечание: Наблюдение, что класс Чженя является, по существу, элементарным симметрическим многочленом можно использовать для «определения» классов Чженя. Пусть Gn — бесконечный грассманиан n-мерных комплексных векторных пространств. Он является классифицирующим пространством в том смысле, что если задано комплексное векторное расслоение E ранга n над X, существует непрерывное отображение
{\displaystyle f_{E}:X\to G_{n},}
единственное с точностью до гомотопии. Теорема Бореля утверждает, что кольцо когомологий грассманиана Gn — это в точности кольцо симметрических многочленов, которые являются многочленами от элементарных симметричных многочленов {\displaystyle \sigma _{k}}. Таким образом, для прообраза fE
{\displaystyle f_{E}^{*}:\mathbb {Z} [\sigma _{1},\ldots ,\sigma _{n}]\to H^{*}(X,\mathbb {Z} ).}
Откуда
{\displaystyle c_{k}(E)=f_{E}^{*}(\sigma _{k}).}
Замечание: Любой характеристический класс является многочленом от классов Чженя по следующим причинам. Пусть {\displaystyle \operatorname {Vect} _{n}^{\mathbb {C} }} является контравариантным функтором, который сопоставляет CW-комплексу X множество классов изоморфных комплексных векторных расслоений ранга n над X. По определению, характеристический класс является естественным преобразованием из {\displaystyle \operatorname {Vect} _{n}^{\mathbb {C} }=[-,G_{n}]} в функтор когомологий {\displaystyle H^{*}(-,\mathbb {Z} ).} Характеристические классы образуют кольцо ввиду кольцевой структуры кольца когомологий. Лемма Йонеды утверждает, что кольцо характеристических классов является в точности кольцом когомологий грассманиана Gn:
{\displaystyle \operatorname {Nat} ([-,G_{n}],H^{*}(-,\mathbb {Z} ))=H^{*}(G_{n},\mathbb {Z} )=\mathbb {Z} [\sigma _{1},\ldots ,\sigma _{n}].}

## Свойства классов Чженя
Если дано комплексное векторное расслоение E над топологическим пространством X, классы Чженя расслоения E — это последовательность элементов когомологий пространства X. k-ый класс Чженя  расслоения E, который обычно обозначается через ck(V), является элементом
H2k(X;Z),
когомологий пространства X с целыми коэффициентами. Можно также определить полный класс Чженя
{\displaystyle c(E)=c_{0}(E)+c_{1}(E)+c_{2}(E)+\cdots .}
Поскольку значения располагаются в целочисленных группах когомологий, а не в когомологиях с вещественными коэффициентами, эти классы Чженя слегка более чётки, по сравнению с классами в римановом примере.

### Классическое аксиоматическое определение
Классы Чженя удовлетворяют следующим четырём аксиомам:
Аксиома 1. {\displaystyle c_{0}(E)=1} для всех расслоений E.
Аксиома 2. Естественность: Если {\displaystyle f:Y\to X} является непрерывным и f*E является индуцированным векторным расслоением расслоения E, то {\displaystyle c_{k}(f^{*}E)=f^{*}c_{k}(E)}.
Аксиома 3. Формула суммы Уитни: Если {\displaystyle F\to X} является другим комплексным векторным расслоением, то классы Чженя прямой суммы {\displaystyle E\oplus F} задаются выражением
{\displaystyle c(E\oplus F)=c(E)\smile c(F);}
то есть,
{\displaystyle c_{k}(E\oplus F)=\sum _{i=0}^{k}c_{i}(E)\smile c_{k-i}(F).}
Аксиома 4. Нормализация: Полный класс Чженя тавтологического линейного расслоения над CPk равен 1−H, где H  двойственен по
Пуанкаре гиперплоскости {\displaystyle \mathbb {C} \mathrm {P} ^{k-1}\subseteq \mathbb {C} \mathrm {P} ^{k}}.

### Аксиоматический подход Александра Гротендика
Альтернативно, Гротендик заменил эти аксиомы чуть меньшим числом аксиом:
- Естественность: (То же, что и выше)
- Аддитивность: Если {\displaystyle \ 0\to E'\to E\to E''\to 0} является точной последовательностью векторных расслоений, то {\displaystyle c(E)=c(E')\smile c(E'')}.
- Нормализация: Если E является линейным расслоением[англ.], то {\displaystyle c(E)=1+e(E_{\mathbf {R} })}, где {\displaystyle e(E_{\mathbf {R} })} — класс Эйлера[англ.] лежащего в основе вещественного векторного расслоения.

Он показал, используя теорему Лере — Хирша, что полный класс Чженя комплексного векторного расслоения конечного ранга может быть определён в терминах первого класса Чженя тавтологически определённого линейного расслоения.
А именно, введя проективизацию P(E) комплексного векторного расслоения {\displaystyle E\rightarrow B} ранга n как расслоение на B, слой которого в произвольной точке {\displaystyle b\in B} является проективным пространством слоя Eb. Тотальное пространство этого расслоения P(E) снабжено его тавтологическим комплексным линейным расслоением, которое мы обозначаем {\displaystyle \tau }, а первый класс Чженя
{\displaystyle c_{1}(\tau )=:-a}
ограничивается на каждом слое P(Eb) на взятый со знаком минус класс (двойственный по Пуанкаре) гиперплоскости, который порождает когомологии слоя.
Классы
{\displaystyle 1,a,a^{2},\ldots ,a^{n-1}\in H^{*}(\mathbf {P} (E))},
таким образом, образуют семейство классов когомологий, ограничивающихся на базис когомологий слоя. Теорема Лере — Хирша утверждает, что любой класс в H*(P(E)) можно записать единственным образом как линейную комбинацию 1, a, a2, …, an−1 с классами на базисе в качестве коэффициентов.
В частности, можно определить классы Чженя расслоения E в смысле Гротендика, которые обозначаются как {\displaystyle c_{1}(E),\ldots c_{n}(E)} раскладывая класс {\displaystyle -a^{n}} таким образом:
{\displaystyle -a^{n}=c_{1}(E)\cdot a^{n-1}+\cdots +c_{n-1}(E)\cdot a+c_{n}(E).}
Можно проверить, что это альтернативное определение совпадает с любым другим определением.

### Старший класс Чженя
Фактически, эти свойства однозначно определяют классы Чженя. Из них вытекает, среди прочего:
- Если n является комплексным рангом V, то {\displaystyle c_{k}(V)=0} для всех k > n. Таким образом, полный класс Чженя обрывается.
- Старший класс Чженя расслоения V ({\displaystyle c_{n}(V)}, где n является рангом V) всегда равен классу Эйлера[англ.] лежащего в основе вещественного векторного расслоения.

## Классы Чженя в алгебраической геометрии

### Аксиоматическое описание
Существует другое построение классов Чженя, которое принимает значения в алгебро-геометрическом аналоге кольца когомологий, кольце Чжоу. Можно показать, что существует единственная теория классов Чженя, такая, что для заданного алгебраического векторного расслоения {\displaystyle E\to X} над квазипроективным многообразием существует последовательность классов {\displaystyle c_{i}(E)\in A^{i}(X)}, такая, что
1. {\displaystyle c_{0}(E)=1}
2. Для обратимого пучка {\displaystyle {\mathcal {O}}_{X}(D)}, {\displaystyle c_{1}({\mathcal {O}}_{X}(D))=[D]}
3. Если дана точная последовательность векторных расслоений {\displaystyle 0\to E'\to E\to E''\to 0,} выполняется формула суммы Уитни: {\displaystyle c(E)=c(E')c(E'')}
4. {\displaystyle c_{i}(E)=0} для {\displaystyle i>{\text{rank}}(E)}
5. Отображение {\displaystyle E\mapsto c(E)} расширяется до морфизма кольца {\displaystyle c:K_{0}(X)\to A^{\bullet }(X)}

### Абстрактные вычисления с использованием формальных свойств

#### Прямые суммы линейных расслоений
Используя эти соотношения, мы можем осуществить многочисленные вычисления для векторных расслоений. Во-первых, заметим, что если у нас есть линейные расслоения {\displaystyle {\mathcal {L}},{\mathcal {L}}'} мы можем образовать короткую точную последовательность векторных расслоений
{\displaystyle 0\to {\mathcal {L}}\to {\mathcal {L}}\oplus {\mathcal {L}}'\to {\mathcal {L}}'\to 0}
Используя свойства {\displaystyle 1} и {\displaystyle 2}, получаем
{\displaystyle {\begin{aligned}c({\mathcal {L}}\oplus {\mathcal {L}}')&=c({\mathcal {L}})c({\mathcal {L}}')\\&=(1+c_{1}({\mathcal {L}}))(1+c_{1}({\mathcal {L}}'))\\&=1+c_{1}({\mathcal {L}})+c_{1}({\mathcal {L}}')+c_{1}({\mathcal {L}})c_{1}({\mathcal {L}}')\end{aligned}}}
По индукции получаем
{\displaystyle c(\bigoplus _{i=1}^{n}{\mathcal {L}}_{i})=c({\mathcal {L}}_{1})\cdots c({\mathcal {L}}_{n})}

#### Раслоения, двойственые линейным расслоениям
Поскольку линейные расслоения на гладком проективном многообразии {\displaystyle X} определяются классом дивизоров {\displaystyle [D]}, а двойственное линейное расслоение определяется отрицательным классом дивизоров {\displaystyle -[D]}, мы получаем
{\displaystyle c_{1}({\mathcal {L}})=-c_{1}({\mathcal {L}}^{*})}

### Касательное расслоение проективного пространства
Вышеизложенное можно применить к последовательности Эйлера для проективного пространства
{\displaystyle 0\to {\mathcal {O}}_{\mathbb {P} ^{n}}\to {\mathcal {O}}_{\mathbb {P} ^{n}}(1)^{\oplus (n+1)}\to {\mathcal {T}}_{\mathbb {P} ^{n}}\to 0}
чтобы вычислить
{\displaystyle {\begin{aligned}c({\mathcal {O}}_{\mathbb {P} ^{n}})c({\mathcal {T}}_{\mathbb {P} ^{n}})&=c({\mathcal {O}}_{\mathbb {P} ^{n}}(1)^{\oplus (n+1)})\\c({\mathcal {T}}_{\mathbb {P} ^{n}})&=(1+H)^{n+1}\\&={n+1 \choose 0}1+{n+1 \choose 1}H+\cdots +{n+1 \choose n}H^{n}\end{aligned}}}
где {\displaystyle H} — класс гиперплоскостей степени 1. Заметим также, что {\displaystyle H^{n+1}=0} в кольце Чжоу {\displaystyle \mathbb {P} ^{n}}.

### Нормальная последовательность
Вычисление характеристических классов для проективного пространства является основой для вычисления характеристических классов многих других пространств, поскольку для любого гладкого проективного подмногообразия {\displaystyle X\subset \mathbb {P} ^{n}} существует короткая точная последовательность
{\displaystyle 0\to {\mathcal {T}}_{X}\to {\mathcal {T}}_{\mathbb {P} ^{n}}|_{X}\to {\mathcal {N}}_{X/\mathbb {P} ^{n}}\to 0}

#### Трёхмерная квинтика
Например, рассмотрим трёхмерную квинтику в {\displaystyle \mathbb {P} ^{4}}. Тогда нормальное расслоение задаётся {\displaystyle {\mathcal {O}}_{X}(5)} и мы имеем короткую точную последовательность
{\displaystyle 0\to {\mathcal {T}}_{X}\to {\mathcal {T}}_{\mathbb {P} ^{4}}|_{X}\to {\mathcal {O}}_{X}(5)\to 0}
Пусть {\displaystyle h} означает класс гиперплоскостей в {\displaystyle A^{\bullet }(X)}. Тогда формула суммы Уитни даёт нам
{\displaystyle {\begin{aligned}c({\mathcal {T}}_{X})c({\mathcal {O}}_{X}(5))&=(1+h)^{5}\\&=1+5h+10h^{2}+10h^{3}\end{aligned}}}
Поскольку кольцо Чжоу гиперповерхности трудно вычислить, мы будем рассматривать эту последовательность как последовательность когерентных пучков в {\displaystyle \mathbb {P} ^{4}}. Это даёт нам
{\displaystyle c({\mathcal {T}}_{X})={\frac {1+5h+10h^{2}+10h^{3}}{1+5h}}}
Заметим, что имеет место формальный степенной ряд
{\displaystyle {\begin{aligned}{\frac {1}{1+5h}}&=1-5h+25h^{2}-125h^{3}+\cdots \\&=1-5h+25h^{2}-125h^{3}\end{aligned}}}
Используя это, мы можем получить
{\displaystyle {\begin{aligned}c({\mathcal {T}}_{X})&=(1+5h+10h^{2}+10h^{3})(1-5h+25h^{2}-125h^{3})\\&=1+10h^{2}-40h^{3}\end{aligned}}}
Используя теорему Гаусса — Бонне, мы можем проинтегрировать класс {\displaystyle c_{3}({\mathcal {T}}_{X})} для вычисления эйлеровой характеристики. Традиционно это называется классом Эйлера. Имеем
{\displaystyle \int _{[X]}c_{3}({\mathcal {T}}_{X})=\int _{[X]}-40h^{3}=-200}
поскольку класс {\displaystyle h^{3}} может быть представлен пятью точками (по теореме Безу. Эйлерова характеристика может быть тогда использована для вычисления чисел Бетти {\displaystyle X} путём использования определения эйлеровой характеристики и теоремы Лефшеца о гиперплоских сечениях.

### Кокасательная последовательность
Другое полезное вычисление — кокасательное расслоение для проективного пространства. Мы можем дуализировать эйлерову последовательность и получить
{\displaystyle 0\to \Omega _{\mathbb {P} ^{n}}\to {\mathcal {O}}_{\mathbb {P} ^{n}}(-1)^{\oplus n+1}\to {\mathcal {O}}_{\mathbb {P} ^{n}}\to 0}
Используя формулу суммы Уитни мы получаем
{\displaystyle {\begin{aligned}c(\Omega _{\mathbb {P} ^{n}})&=c({\mathcal {O}}_{\mathbb {P} ^{n}}^{\oplus (n+1)})c({\mathcal {O}}_{\mathbb {P} ^{n}})\\&=(1-H)^{n+1}\\&=1-{n+1 \choose 1}H+{n+1 \choose 2}H^{2}+\cdots +{n+1 \choose n}(-1)^{n}H^{n}\end{aligned}}}

## Близкие понятия

### Характер Чженя
Классы Чженя можно использовать для построения гомоморфизма колец из топологической K-теории пространства в пополнение его рациональных когомологий. Для линейного расслоения L характер Чженя определяется выражением
{\displaystyle \operatorname {ch} (L)=\exp(c_{1}(L)):=\sum _{m=0}^{\infty }{\frac {c_{1}(L)^{m}}{m!}}.}
Более общо, если {\displaystyle V=L_{1}\oplus \cdots \oplus L_{n}} является прямой суммой линейных расслоений с первыми классами Чженя {\displaystyle x_{i}=c_{1}(L_{i}),} характер Чженя определяется аддитивно
{\displaystyle \operatorname {ch} (V)=e^{x_{1}}+\cdots +e^{x_{n}}:=\sum _{m=0}^{\infty }{\frac {1}{m!}}(x_{1}^{m}+\cdots +x_{n}^{m}).}
Это можно переписать следующим образом:
{\displaystyle \operatorname {ch} (V)=\operatorname {rk} (V)+c_{1}(V)+{\frac {1}{2}}(c_{1}(V)^{2}-2c_{2}(V))+{\frac {1}{6}}(c_{1}(V)^{3}-3c_{1}(V)c_{2}(V)+3c_{3}(V))+\cdots .}
Это последнее выражение, подкреплённое принципом расщепления, используется как определение ch(V) для произвольных векторных расслоений V.
Если для определения классов Чженя используется связность в случае, когда базой является многообразие (то есть теория Чженя — Вейля), явным выражением для характера Чженя является
{\displaystyle {\hbox{ch}}(V)=\left[{\hbox{tr}}\left(\exp \left({\frac {i\Omega }{2\pi }}\right)\right)\right]}
где {\displaystyle \Omega } – кривизна связности.
Характер Чженя полезен в том числе тем, что он позволяет вычислить класс Чженя тензорного произведения. Точнее говоря, он удовлетворяет следующим равенствам:
{\displaystyle {\hbox{ch}}(V\oplus W)={\hbox{ch}}(V)+{\hbox{ch}}(W)}
{\displaystyle {\hbox{ch}}(V\otimes W)={\hbox{ch}}(V){\hbox{ch}}(W).}
Как утверждалось выше, используя аксиому аддитивности Гротендика для классов Чженя, первое из этих тождеств можно обобщить до утверждения, что ch является гомоморфизмом абелевых групп из K-теории K(X) в рациональные когомологии пространства X. Второе тождество устанавливает факт, что этот гомоморфизм сохраняет произведение в K(X), а потому ch является гомоморфизмом колец.
Характер Чженя используется в теореме Хирцебруха — Римана — Роха.

### Числа Чженя
Если мы работаем с ориентированным многообразием размерности 2n, то любое произведение классов Чженя полной степени 2n может быть спарено с фундаментальным классом (или «интегрировано по многообразию»), давая целое число, число Чженя векторного расслоения. Например, если многообразие имеет размерность 6, существует три линейно независимых числа Чженя, задаваемых значениями c13, c1c2 и c3. В общем случае, если многообразие имеет размерность 2n, число независимых чисел Чженя равно числу разбиений числа n.
Числа Чженя касательного расслоения комплексного (или почти комплексного) многообразия называются числами Чженя многообразия и являются важными инвариантами.

### Класс Чженя в обобщённых теориях когомологий
Существует обобщение теории классов Чженя, где обычные когомологии заменяются на обобщённые. Теории, для которых такое обобщение возможно, называются комплексно ориентируемыми. Формальные свойства классов Чженя остаются теми же с одной критической разницей — правило вычисления первого класса Чженя тензорного произведения линейных расслоений в терминах первых классов Чженя разложения не является (обычным) сложением, а задаётся законом формальной группы.

### Класс Чженя в алгебраической геометрии
В алгебраической геометрии существует похожая теория классов Чженя векторных расслоений. Существует несколько вариаций, в зависимости от того, в каких группах классы Чженя лежат:
- Для комплексных многообразий классы Чженя могут принимать значения в обычных когомологиях (как выше).
- Для многообразий над полями общего вида классы Чженя могут принимать значения в теориях когомологий, таких как этальные когомологии[англ.] или l-адические когомологии[англ.].
- Для многообразий V над полями общего вида классы Чженя могут принимать также значения в гомоморфизмах групп Чжоу[англ.] CH(V). Например, первый класс Чженя линейного расслоения над многообразием V является гомоморфизмом из CH(V) в CH(V), уменьшающий степень на 1. Это соответствует факту, что группы Чжоу являются аналогом групп гомологий и элементы групп когомологий можно считать гомоморфизмами групп гомологий путём произведения Уитни[англ.].

### Классы Чженя многообразий со структурой
Теория классов Чженя является источником инвариантов кобордизмов для почти комплексных структур.
Если M — почти комплексное многообразие, то его касательное расслоение является комплексным векторным расслоением. Классы Чженя многообразия M тогда определяются как классы Чженя его касательного расслоения. Если M является также компактным и имеет размерность 2d, то каждый одночлен полной степени 2d в классах Чженя может быть спарен с фундаментальным классом многообразия M, давая целое число, число Чженя многообразия M. Если M′ является другим почти комплексным многообразием той же размерности, то оно бордантно M тогда и только тогда, когда число Чженя многообразия M′ совпадает с числом Чженя многообразия M.
Теория также обобщается на вещественные симплектические векторные расслоения путём использования совместимых почти комплексных структур. В частности, симплектические многообразия имеют однозначно определённый класс Чженя.

### Классы Чженя на арифметических схемах и диофантовых уравнениях
(См. Геометрии Аракелова)